# Robert Rodriguez
Robert Anthony Rodríguez (ur. 20 czerwca 1968 w San Antonio w stanie Teksas) – amerykańsko-meksykański scenarzysta i reżyser filmowy.

## Życiorys
Jego rodzicami byli Meksykanie Cecilio Rodriguez i Rebecca z d. Villegas. Uczęszczał na University of Texas w Austin. Zanim podbił Hollywood, pracował przez trzy lata w telewizji. Większość jego filmów zaskakuje oryginalną fabułą, nietypowymi bohaterami i formalnymi eksperymentami. Należy do twórców, którzy lubią sprawować pełną kontrolę nad swoimi dziełami. Nie tylko reżyseruje, ale także pisze scenariusze, produkuje, robi zdjęcia, montuje oraz opracowuje efekty specjalne.
Krytyka odkryła go podczas Festiwalu Filmowego w Sundance, gdzie prezentował zrealizowany za własne pieniądze film El Mariachi (1992). Przez kilkanaście lat był mężem producentki Elizabeth Avellan, z którą ma piątkę dzieci. Po separacji w 2006 rozwiedli się 12 kwietnia 2008 roku. Był również zaręczony z aktorką Rose McGowan.
Jego kuzynem jest aktor Danny Trejo.

## Filmografia

### Filmy pełnometrażowe
- 1992: El Mariachi
- 1994: Wyścigowcy (Roadracers)
- 1995: Desperado
- 1995: Cztery pokoje (Four Rooms) – historia Rozrabiaki (The Misbehavers)
- 1996: Od zmierzchu do świtu (From Dusk Till Dawn)
- 1998: Oni (The Faculty)
- 2001: Mali agenci (Spy Kids)
- 2002: Mali agenci 2: Wyspa marzeń (Spy Kids 2: Island Of Lost Dreams)
- 2003: Mali agenci 3D: Trójwymiarowy odjazd (Spy Kids 3-D: Game Over)
- 2003: Pewnego razu w Meksyku: Desperado 2 (Once Upon a Time in Mexico)
- 2005: Sin City: Miasto grzechu (Sin City)
- 2005: Rekin i Lava: Przygoda w 3D (The Adventures of Shark Boy & Lava Girl in 3-D)
- 2007: Grindhouse Vol. 2: Planet Terror
- 2009: Kamień życzeń – magiczne przygody (Shorts)
- 2010: Maczeta (Machete)
- 2011: Mali agenci 4D: Wyścig z czasem (Spy Kids: All the Time in the World)
- 2013: Maczeta zabija (Machete Kills)
- 2014: Sin City 2: Damulka warta grzechu (Sin City: A Dame to Kill For)
- 2019: Alita: Battle Angel
- 2019: Red 11
- 2020: Będziemy bohaterami (We Can Be Heroes)
- 2023: Hipnoza (Hypnotic)
- 2023: Mali agenci: Armagedon (Spy Kids: Armageddon)

### Filmy krótkometrażowe
- 1991: Bedhead
- 1996: Stab
- 2011: The Black Mamba
- 2013: Two Scoops
- 2015: Sock 'em Dead
- 2018: The Limit